# Volga (Iowa)
Volga és una població dels Estats Units a l'estat d'Iowa. Segons el cens del 2000 tenia 247 habitants.

## Demografia
Segons el cens del 2000, Volga tenia 247 habitants, 103 habitatges, i 67 famílies. La densitat de població era de 120,7 habitants/km².
Dels 103 habitatges en un 30,1% hi vivien nens de menys de 18 anys, en un 55,3% hi vivien parelles casades, en un 8,7% dones solteres, i en un 34% no eren unitats familiars. En el 33% dels habitatges hi vivien persones soles el 15,5% de les quals corresponia a persones de 65 anys o més que vivien soles. El nombre mitjà de persones vivint en cada habitatge era de 2,39 i el nombre mitjà de persones que vivien en cada família era de 3,06.
Per edats la població es repartia de la següent manera: un 27,5% tenia menys de 18 anys, un 4,5% entre 18 i 24, un 24,7% entre 25 i 44, un 25,1% de 45 a 60 i un 18,2% 65 anys o més.
L'edat mediana era de 39 anys. Per cada 100 dones de 18 o més anys hi havia 88,4 homes.
La renda mediana per habitatge era de 24.375 $ i la renda mediana per família de 29.821 $. Els homes tenien una renda mediana de 22.813 $ mentre que les dones 21.786 $. La renda per capita de la població era de 13.440 $. Entorn del 13,7% de les famílies i el 18,1% de la població estaven per davall del llindar de pobresa.

## Poblacions més properes
El següent diagrama mostra les poblacions més properes.